# Vatteville-la-Rue
Vatteville-la-Rue és un municipi francès situat al departament del Sena Marítim i a la regió de Normandia. L'any 2007 tenia 1.034 habitants.

## Demografia

### Població
El 2007 la població de fet de Vatteville-la-Rue era de 1.034 persones. Hi havia 396 famílies de les quals 76 eren unipersonals (16 homes vivint sols i 60 dones vivint soles), 116 parelles sense fills, 172 parelles amb fills i 32 famílies monoparentals amb fills.
La població ha evolucionat segons el següent gràfic:
Habitants censats

### Habitatges
El 2007 hi havia 440 habitatges, 392 eren l'habitatge principal de la família, 41 eren segones residències i 7 estaven desocupats. 438 eren cases i 1 era un apartament. Dels 392 habitatges principals, 321 estaven ocupats pels seus propietaris, 62 estaven llogats i ocupats pels llogaters i 9 estaven cedits a títol gratuït; 18 tenien dues cambres, 65 en tenien tres, 121 en tenien quatre i 188 en tenien cinc o més. 331 habitatges disposaven pel capbaix d'una plaça de pàrquing. A 159 habitatges hi havia un automòbil i a 204 n'hi havia dos o més.

### Piràmide de població
La piràmide de població per edats i sexe el 2009 era:
| Homes | Edats   | Dones |
| ----- | ------- | ----- |
| 0     | 95 o +  | 0     |
| 0     | 90 a 94 | 0     |
| 0     | 85 a 89 | 12    |
| 12    | 80 a 84 | 4     |
| 12    | 75 a 79 | 12    |
| 12    | 70 a 74 | 20    |
| 16    | 65 a 69 | 40    |
| 24    | 60 a 64 | 0     |
| 32    | 55 a 59 | 20    |
| 44    | 50 a 54 | 56    |
| 28    | 45 a 49 | 16    |
| 48    | 40 a 44 | 24    |
| 20    | 35 a 39 | 40    |
| 40    | 30 a 34 | 28    |
| 20    | 25 a 29 | 28    |
| 20    | 20 a 24 | 20    |
| 36    | 15 a 19 | 60    |
| 32    | 10 a 14 | 32    |
| 28    | 5 a 9   | 24    |
| 20    | 0 a 4   | 24    |

## Economia
El 2007 la població en edat de treballar era de 675 persones, 500 eren actives i 175 eren inactives. De les 500 persones actives 458 estaven ocupades (255 homes i 203 dones) i 42 estaven aturades (14 homes i 28 dones). De les 175 persones inactives 67 estaven jubilades, 49 estaven estudiant i 59 estaven classificades com a «altres inactius».

### Ingressos
El 2009 a Vatteville-la-Rue hi havia 407 unitats fiscals que integraven 1.103 persones, la mediana anual d'ingressos fiscals per persona era de 18.832 €.

### Activitats econòmiques
Dels 27 establiments que hi havia el 2007, 3 eren d'empreses extractives, 8 d'empreses de construcció, 5 d'empreses de comerç i reparació d'automòbils, 2 d'empreses d'hostatgeria i restauració, 5 d'empreses de serveis, 2 d'entitats de l'administració pública i 2 d'empreses classificades com a «altres activitats de serveis».
Dels 10 establiments de servei als particulars que hi havia el 2009, 3 eren paletes, 1 fusteria, 4 lampisteries, 1 perruqueria i 1 restaurant.
L'any 2000 a Vatteville-la-Rue hi havia 23 explotacions agrícoles que ocupaven un total de 858 hectàrees.

## Equipaments sanitaris i escolars
El 2009 hi havia una escola elemental integrada dins d'un grup escolar amb les comunes properes formant una escola dispersa.

## Poblacions més properes
El següent diagrama mostra les poblacions més properes.